# Sphodros coylei
Espèce
Sphodros coylei est une espèce d'araignées mygalomorphes de la famille des Atypidae.

## Distribution
Cette espèce est endémique  de Caroline du Sud aux États-Unis,.

## Description
Le mâle mesure 8,50 mm et la femelle 26,65 mm.

## Étymologie
Cette espèce est nommée en l'honneur de Frederick A. Coyle.

## Publication originale
- Gertsch & Platnick, 1980 : A revision of the American spiders of the family Atypidae (Araneae, Mygalomorphae). American Museum Novitates, no 2704, p. 1-39 (texte intégral).